# Koleno
Koleno či kolenní kloub (articulatio genus) je nejsložitější kloub v lidském těle. Spojuje stehenní kost, holenní kost a největší sezamskou (sezamovou) kost těla – čéšku. Umožňuje švihový pohyb dolní části nohy a tím pohyb jedince.
Kolenní kloub se skládá z dolní kloubní plochy stehenní kosti (lat. femuru), která ve formě dvou výběžků (kondylů) působí jako dvojitá hlavice kloubu. Spodní část tvoří horní kloubní plocha holenní kosti (lat. tibia), která tvoří mělkou dvojitou kloubní jamku. Tvar a stabilita kloubní jamky je doplněna dvěma poloměsíčitými chrupavčitými útvary – menisky (mediálním a laterálním). Funkčně ke kolennímu kloubu počítáme i tibio-fibulární skloubení – skloubení kosti lýtkové a kosti holenní.

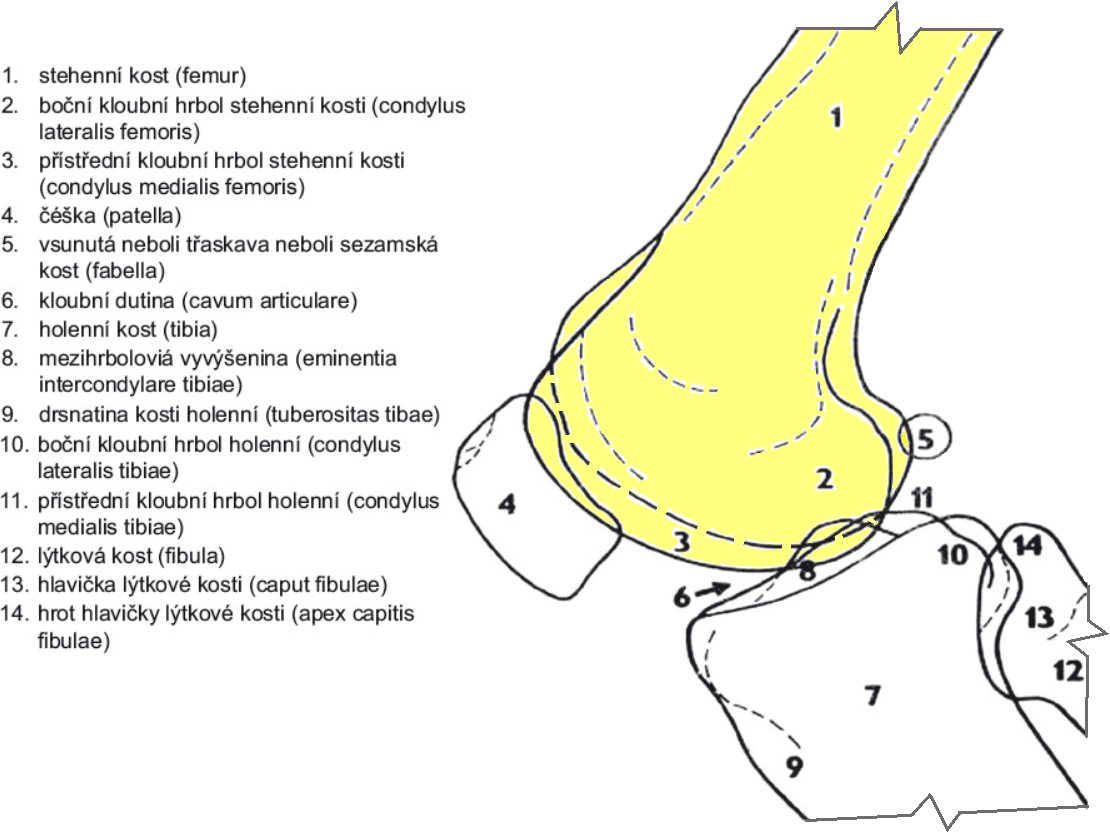
Anatomie kostí kolenního kloubu (articulatio genus)

Kloub je dále stabilizován vazivovým aparátem:
- zkřížené vazy – přední zkřížený vaz (ligamentum cruciatum anterius) a zadní zkřížený vaz (ligamentum cruciatum posterius)
- vazy kloubního pouzdra – především postranní kolenní vazy a šlacha čtyřhlavého stehenního svalu

Další stabilizaci poskytují šlachy okolních svalů a jejich napětí.
Uvnitř kloubního pouzdra se nachází synoviální tekutina, která snižuje tření při pohybu kloubu a umožňuje transport živin k chrupavčitým strukturám. V přední části kolenního kloubu se nachází čéška (lat. patella), jedná se o sezamskou kost vmezeřenou do přímého stehenního svalu. Ta koleno chrání a "uzamyká" v jeho propnuté poloze. Pod čéškou se nacházejí tíhové váčky (lat. bursy), které v místech tření působí jako mazná složka a ochrana proti mechanickému zatížení.
Úderem pod čéšku se v neurologii testuje tzv. patelární reflex.

## Lokomoce, terapie
Koleno je důležitý kloub, který je vystaven velké zátěži. Pro svou ojedinělou stavbu je citlivé na správnou osu krčení při chůzi a souhru svalů. Při chůzi nejde jen o správnou linearitu krčení kolene, kyčle a hlezna, nýbrž i o kolmou trajektorii končetin pod pánví za chůze. Častým problémem je zkrácení svalů, zejm. zadních svalů stehna (hamstringů), přitahovačů stehna (adduktorů), častá je i ztuhlost čéšky, resp. přímého stehenního svalu (m. rectus femoris). Valgotická kolena (do „x“) lze jen těžko napravit. Nadměrné zatěžování kolen (nadváhou, dlouhým stáním, sálovými sporty aj.) může skončit opotřebením chrupavek (gonartrózou) či rupturou menisků. Léčení kolen je zdlouhavé a jejich poškození často zůstává trvalé a bolestivé.
Vhodnými činnostmi pro úlevu kolennímu kloubu je např. plavání (kraul, znak), vyvěšení a kyv v koleni, mobilizace čéšky, masáž, kartáčování apod.
Neoperační terapií kolen se zabývá manuální fyzioterapie a ortopedie. Vyšetření kolenního kloubu endoskopickými metodami se odborně nazývá artroskopie.
Existují četné zlomeniny či nemoci kolena, např. Genu recurvatum aj.